# Biała Wyżna
Biała Wyżna – część miasta Grybowa (SIMC 0960059), w województwie małopolskim, w powiecie nowosądeckim. Do 1973 samodzielna wieś.
Leżą w środkowej części miasta, na południe od centrum, przy drodze na Kąclową.
Biała Wyżna stanowiła do 1934 gminę jednostkową w powiecie nowosądeckim w województwie krakowskim; 1 sierpnia 1934 stały się gromadą nowo utworzonej zbiorowej gminy Grybów, wraz z miejscowościami Biała Niżna, Biała Wyżna, Binczarowa, Bogusza, Chodorowa, Cieniawa, Florynka, Kąclowa, Królowa Ruska, Krużlowa Niżna, Krużlowa Wyżna, Mszalnica, Ptaszkowa, Siołkowa, Stara Wieś i Wawrzka.
Po wojnie stanowiły jedną z 16 gromad gminy Grybów.
W związku z reformą znoszącą gminy jesienią 1954 roku, Biała Wyżna weszła w skład gromady Kąclowa, a po jej zniesieniu 1 stycznia 1969 – do gromady Grybów.
1 stycznia 1973, w związku z kolejną reformą znoszącą gromady, Białą Wyżną włączono do Grybowa.